# Dieter Hentschel
Dieter „Tex“ Hentschel (* 4. Juli 1944 in Oberhausen; † 21. Juni 2015) war ein deutscher Fußballspieler. Der Defensivspieler absolvierte in der Saison 1969/70 mit dem Aufsteiger Rot-Weiß Oberhausen 27 Pflichtspiele in der Fußball-Bundesliga und erzielte ein Tor.

## Karriere
Der aus der eigenen Jugend von Rot-Weiß Oberhausen gekommene Nachwuchsspieler debütierte unter Trainer Willibald Hahn am 15. November 1964, beim Auswärtsspiel gegen Eintracht Gelsenkirchen, in der damals zweitklassigen Fußball-Regionalliga West. Als das Brüderpaar Friedhelm und Lothar Kobluhn am 20. Dezember 1964 bei der 2:4-Niederlage an der Hafenstraße gegen Rot-Weiss Essen in den Schlussminuten des Feldes verwiesen wurde, spielte sich Hentschel in der Rückrunde in die Ligaelf der „Kleeblätter“. Die Mannschaft von Präsident Peter Maaßen belegte am Rundenende 1964/65 den vierten Rang. Hentschel hatte an der Seite von Helmut Traska (Torhüter), Hans Barwenzik, Karl-Heinz Feldkamp, den Brüdern Kobluhn, Karl-Otto Marquardt und Hans Siemensmeyer 14 Regionalligaspiele absolviert und dabei drei Tore erzielt.
In den nächsten vier Runden, 1965/66 bis 1968/69, fehlte der jetzt vorwiegend als Vorstopper eingesetzte Defensivakteur der Mannschaft vom Stadion Niederrhein in lediglich einem Punktspiel. Er bildete ab der Saison 1967/68 zusammen mit Friedhelm Dick die Defensivzentrale des Teams von der Landwehr und war im Verbund mit Torhüter Wolfgang Scheid die Absicherung des Offensivspiels, das insbesondere von Dieter Brozulat, Franz Krauthausen und Hugo Dausmann angetrieben wurde. Mit dem neuen Chef-Trainer Alfred Preißler und Co-Trainer Karl-Heinz Feldkamp gelang Hentschel mit den Rot-Weißen in der Saison 1968/69 der Aufstieg in die Bundesliga, nachdem man in der Weststaffel der Regionalliga vor Rot-Weiss Essen Meister geworden war und sich in den Aufstiegsspielen gegen den Freiburger FC, SV Alsenborn, Hertha Zehlendorf und VfB Lübeck durchsetzt hatte. Der Defensivspezialist „Tex“ Hentschel bestritt in dieser Erfolgsrunde alle 34 Pflichtspiele in der Regionalliga sowie die acht Aufstiegsrundenspiele – wie auch seine Mitspieler Wolfgang Scheid, Friedhelm Kobluhn, Friedhelm Dick, Werner Ohm, Hugo Dausmann und Dieter Brozulat.
In die Bundesliga startete Oberhausen am 16. August 1969 mit einem 3:1-Heimerfolg gegen Eintracht Frankfurt. Nach dem fünften Spieltag, den 13. September 1969, wo Werder Bremen ebenfalls mit 3:1 Toren bezwungen wurde, führte die Elf vom Stadion Niederrhein mit 9:1 Zählern die Bundesligatabelle an. Das folgende Spiel verlor RWO mit 1:2 Toren beim MSV Duisburg und Vorstopper Hentschel für zwei Monate wegen eines Platzverweises. Sein letztes Bundesligaspiel absolvierte er am 3. Mai 1970 bei der 3:4-Heimniederlage gegen den Deutschen Meister Borussia Mönchengladbach. Zum Saisonende belegte er mit RWO den 14. Platz und verließ überraschend den Verein in Richtung Belgien. Dort spielte er bis 1973 beim VV St. Truiden, in der ersten Liga. Mit den Gelb-Blauen aus der Provinz Flandern zog er 1970/71 in das Pokalfinale ein. Als der österreichische Angreifer Alfred Riedl in der Saison 1972/73 mit 16 Treffern Torschützenkönig in Belgien wurde, hatte Hentschel 28 Ligaspiele für die Elf aus dem Stadion Stayen bestritten.
Zur Runde 1973/74, es war die letzte Saison der alten zweitklassigen Fußball-Regionalliga, kehrte er wieder zu den Kleeblättern aus Oberhausen zurück. Mit Abwehrchef Hentschel, dem neuen Torhüter Dieter Ferner und den altbekannten Spielkameraden Wilbertz, Dick, Ohm und Lothar Kobluhn gelang auf Anhieb die Vizemeisterschaft und damit der Einzug in die Bundesliga-Aufstiegsrunde. Dort scheiterte die Elf vom Niederrhein mit einem Punkt Rückstand zu Tennis Borussia Berlin an der Bundesligarückkehr. Im ersten Jahr der neu eingeführten 2. Fußball-Bundesliga, 1974/75, absolvierte der 30-jährige Abwehrspieler 31 Zweitligaspiele, die Rot-Weißen traten aber mit dem 18. Platz den Weg in die Amateurliga Niederrhein an. Nach dem Gewinn der dortigen Meisterschaft 1978/79 kehrte Hentschel mit RWO zur Saison 1979/80 wieder in die 2. Bundesliga zurück. Der Routinier absolvierte unter Trainer Manfred Rummel nochmals 30 Zweitligaspiele, und mit dem 15. Tabellenrang klappte der Klassenerhalt. Sein letztes Spiel im Profibereich absolvierte Hentschel am 18. Mai 1980 bei der 0:4-Auswärtsniederlage gegen den SC Herford.
Insgesamt werden für Dieter „Tex“ Hentschel von 1964 bis 1980 27 Bundesligaspiele (1 Tor), 182 Regionalligaspiele (8 Tore), 13 Aufstiegsrundenspiele, 61 Zweitligaspiele und 63 Spiele in der ersten Division in Belgien notiert. 2004 wurde er in die Jahrhundert-Elf von Rot-Weiß Oberhausen aufgenommen.